# Lockheed L-18 Lodestar
Il Lockheed L-18 Lodestar era un bimotore da trasporto ad ala bassa sviluppato dall'azienda statunitense Lockheed Corporation alla fine degli anni trenta
Introdotto nei primi anni quaranta, benché destinato al mercato civile nelle rotte passeggeri, venne valutato ed adottato anche in ambito militare ed utilizzato durante la seconda guerra mondiale principalmente dalle forze armate statunitensi.

## Storia

### Sviluppo
Lo scarso successo commerciale riscontrato nelle vendite del L-14 Super Electra suggerì alla Lockheed di sviluppare un nuovo modello che risolvesse i problemi riscontrati su quel modello e soddisfasse maggiormente le esigenze del mercato dell'aviazione civile.
Il prototipo dell' L-18 fu costruito usando uno dei Super Electra restituiti al costruttore dalla Northwest Airlines, dopo una serie di incidenti con gli L-14. La fusoliera venne allungata di 1,68 metri, permettendo di aggiungere due o più file di sedili, normalmente da 15 a 18 passeggeri e nelle versioni ad alta densità fino a 26, al fine di rendere il velivolo più economicamente redditizio nelle tratte utilizzate dalle compagnie aeree.
Tuttavia, la maggior parte delle compagnie statunitensi si orientò nell'acquisto dei Douglas DC-3 relegando il Lodestar ad un ruolo comprimario nell'aviazione nazionale riscuotendo un miglior successo solo nelle vendite all'estero, con 96 esemplari acquistati da compagnie aeree ed agenzie governative in Africa, Brasile, Canada, Francia, Paesi Bassi, Norvegia, Sudafrica, Regno Unito e Venezuela.
Il modello venne successivamente offerto anche sul mercato del trasporto militare, riscontrando inizialmente un limitato interesse da parte della United States Army, ma le vicende belliche legate all'allargamento della seconda guerra mondiale, conseguente all'attacco di Pearl Harbor, mutò la situazione con la partecipazione diretta degli Stati Uniti nel conflitto. La conseguente necessità di avere a disposizione nuovi velivoli procurò delle notevoli commissioni alla Lockheed che, soprattutto grazie a quelle destinate alla United States Army Air Force, attestarono la produzione totale a 625 esemplari complessivi.

## Impiego operativo
29 esemplari furono acquistati dal governo delle Indie orientali olandesi. South African Airways (21), Trans-Canada Air Lines (12) e BOAC (9) furono i migliori acquirenti.
Quando gli Stati Uniti d'America iniziarono ad ingrossare la loro flotta aerea nel 1940-41, alcuni Lodestar vennero convertiti per il servizio militare sotto varie designazioni.
Dopo la guerra, i Lodestar tornarono al servizio civile, soprattutto come trasporti per voli aziendali, ad esempio con la conversione DAS Dalaero della Dallas Aero Service, il Learstar di Bill Lear (prodotto dalla PacAero), e l'Howard 250 della Howard Aero. Alcuni di questi ultimi furono poi convertiti con un carrello triciclo.
In Nuova Zelanda i Lodestar furono soprattutto usati come aereo agricolo, per la disinfestazione dei campi.

## Esemplari attualmente esistenti

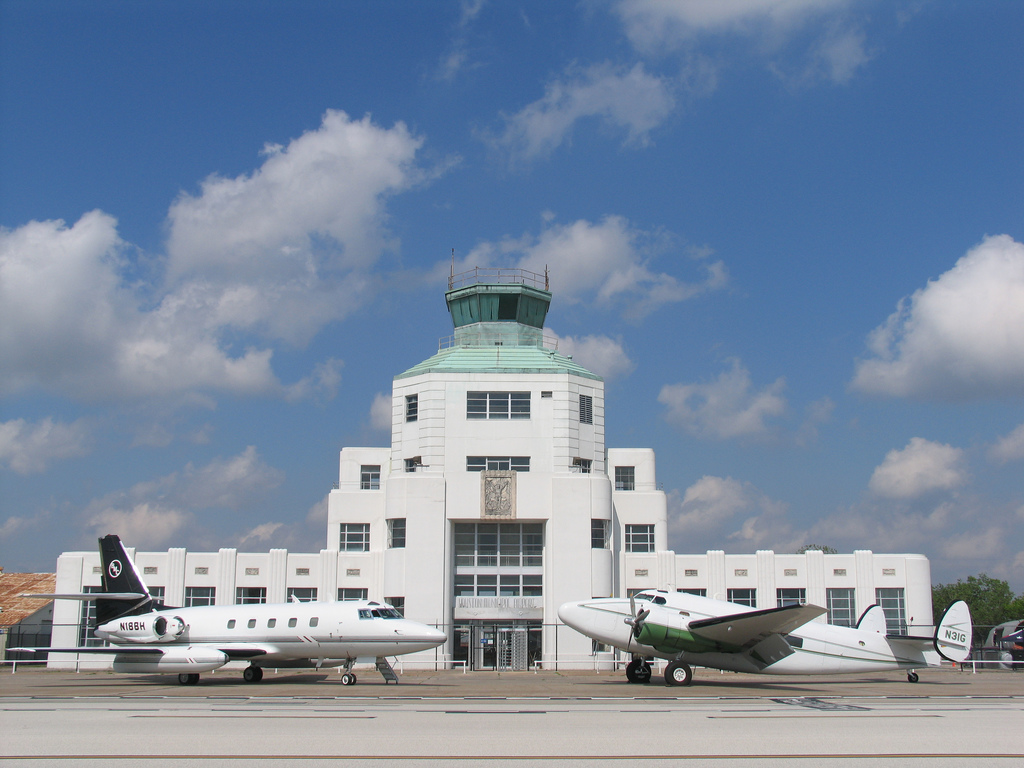
La struttura del 1940 Air Terminal Museum con a destra l'L-18 Lodestar di proprietà del museo.

Sono numerosi gli esemplari di Lodestar arrivati ai nostri giorni, molti conservati in musei aeronautici oltre a più di una decina ancora in condizioni di volo utilizzati dai loro proprietari durante manifestazioni aeree e rievocazioni storiche negli Stati Uniti.
Tra quelli in esposizione statica in strutture museali è presente un Lodestar convertito per l'uso civile conservato al 1940 Air Terminal Museum di Houston, Texas.

## Versioni

### Civili
18-07
versione equipaggiata con due radiali Pratt & Whitney Hornet S1E2-G da 875 hp, realizzata in 25 esemplari più due prototipi.
18-08
versione equipaggiata con due radiali Pratt & Whitney Twin Wasp S1C3-G da 1 200 hp, realizzata in 33 esemplari.
18-10
versione equipaggiata con due radiali Pratt & Whitney Twin Wasp S1C3-G da 1 200 hp, realizzata in 39 esemplari.
18-14
versione equipaggiata con due radiali Pratt & Whitney Twin Wasp S4C4-G da 1 200 hp, realizzata in 4 esemplari.
18-40
versione equipaggiata con due radiali Wright Cyclone G-1820-G104A da 1 200 hp, realizzata in 26 esemplari.
18-50
versione equipaggiata con due radiali Wright Cyclone G-1820-G202A da 1 200 hp, realizzata in 13 esemplari.

### Militari

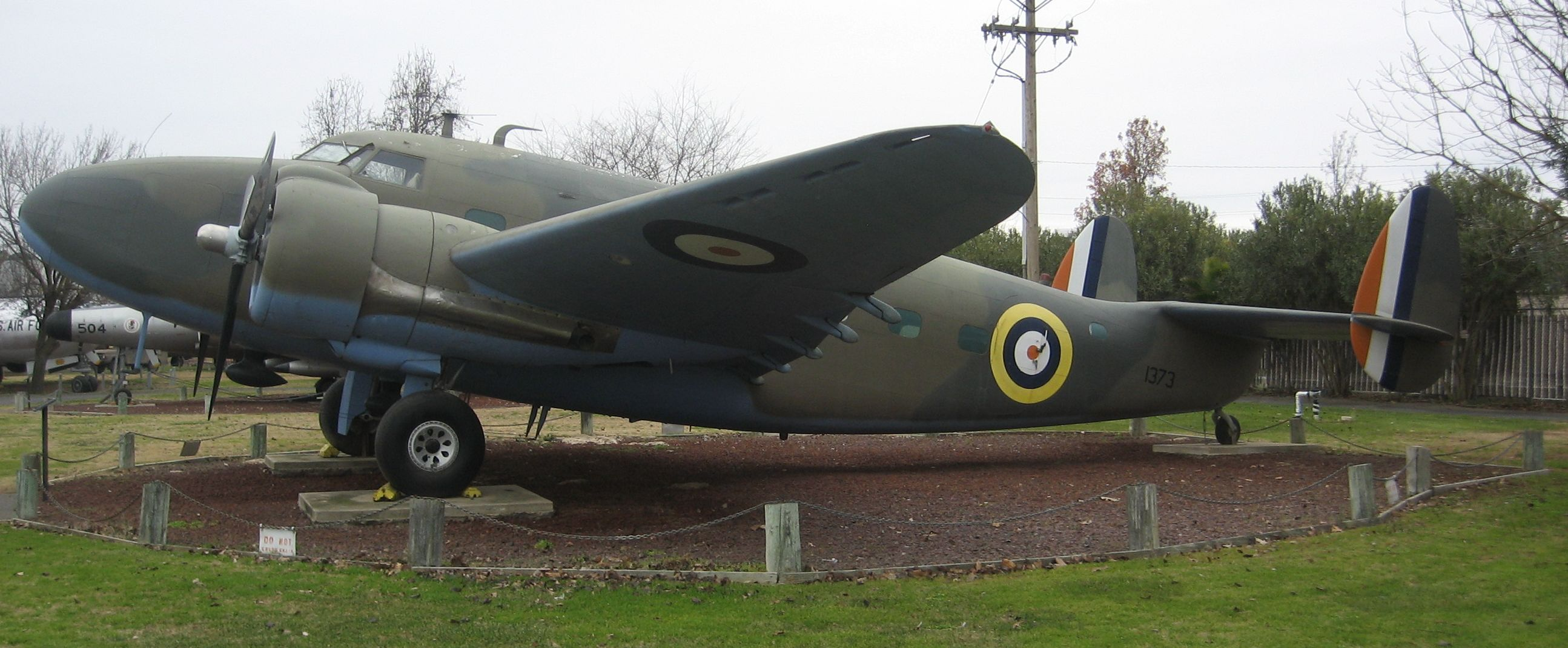
Il C-56 Lodestar esposto in livrea Royal Air Force al Castle Air Museum di Atwater, California.

#### United States Army Air Corps/Forces

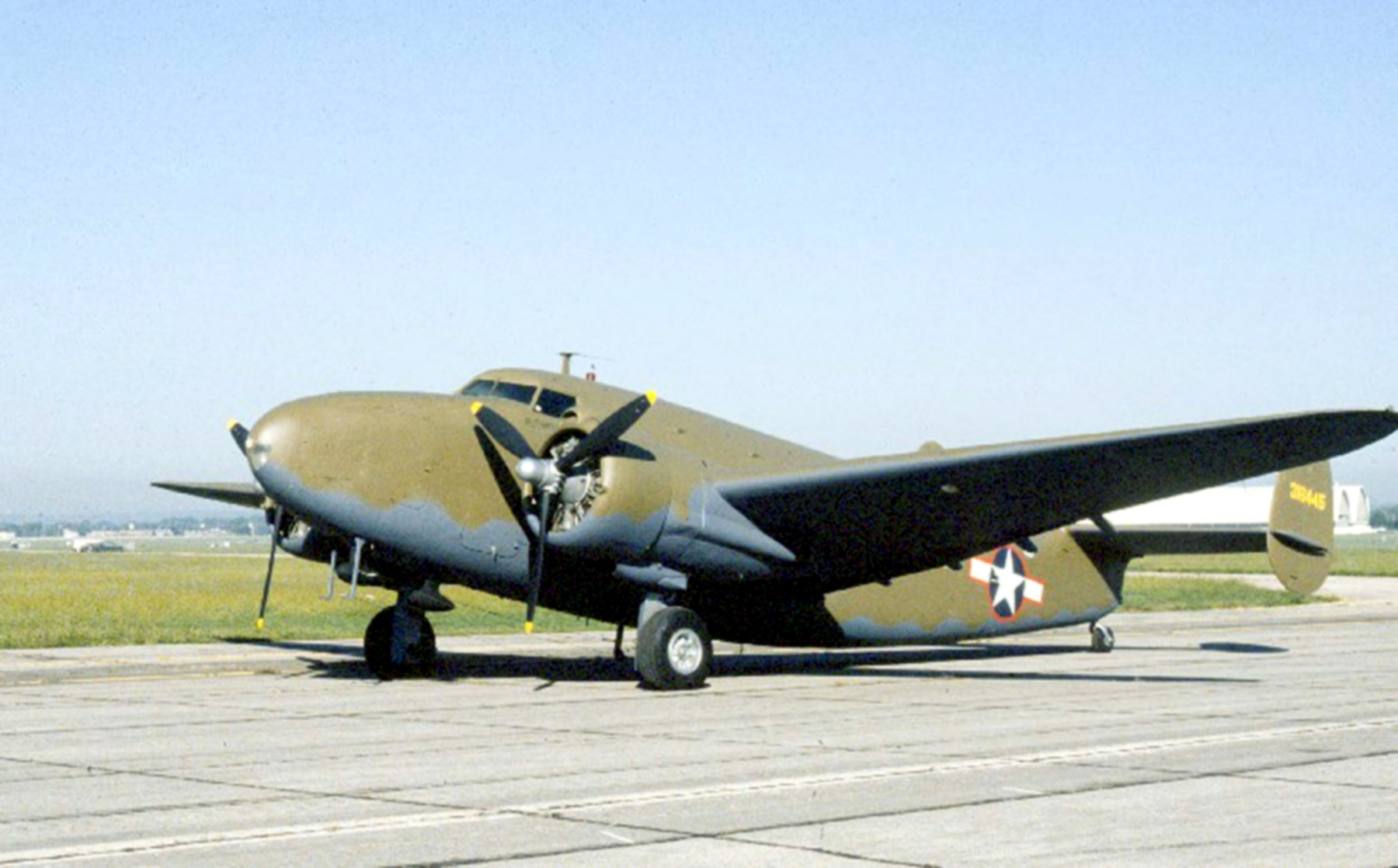
C-60A Lodestar in livrea USAAC.

C-56
Alimentato da 2 motori Wright R-1820 da 760 cavalli. 1 esemplare costruito.
C-56A / C-56B / C-56C / C-56D / C-56E
Alimentato da 2 motori Pratt & Whitney R-1690. 25 esemplari costruiti.
C-57A
Alimentato da 2 motori Pratt & Whitney R-1830. 1 esemplare costruito.
C-57B
Versione per trasporto truppe. Alimentato da 2 motori Pratt & Whitney R-1830. 7 esemplari costruiti.
C-57C
Versione C-60A con 2 motori Pratt & Whitney R-1830-51. 3 esemplari costruiti.
C-57D
Versione C-57A con 2 motori Pratt & Whitney R-1830-92. 1 esemplare costruito.
C-59
Alimentato da 2 motori Pratt & Whitney R-1690 Hornet. 10 esemplari costruiti, trasferiti alla RAF come Lodestar IA.
C-60
Alimentato da 2 motori Wright R-1820-87. 36 esemplari costruiti, trasferiti alla RAF come Lodestar II.
C-60A
Alimentato da 2 motori Pratt & Whitney R-1830 Twin Wasp. 125 esemplari costruiti, usati come trasporto truppe.
XC-60B
Versione C-60A equipaggiato con impianto antighiaccio sperimentale. 1 esemplare costruito.
C-60C
Proposta per una versione per trasporto truppe da 21 posti, mai costruito.
C-66
Alimentato da 2 motori Wright R-1820-87. 1 esemplare, trasferito all'aeronautica militare brasiliana.

#### United States Navy

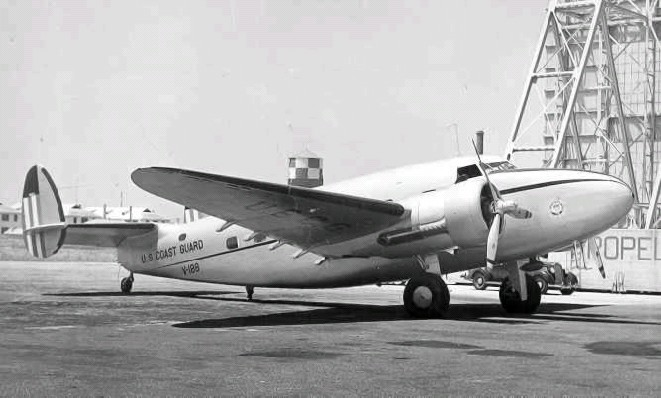
Un R5O-1 in livrea United States Coast Guard.

XR5O-1
Alimentato da 2 motori Wright R-1820-40 da 1 200 cavalli (895 kW). 1 esemplare costruito.
R5O-1
Alimentato da 2 motori Wright R-1820-97 da 1 200 cavalli (895 kW). 3 esemplari costruiti, uno trasferito alla United States Coast Guard.
R5O-2
Alimentato da 2 motori Pratt & Whitney R-1690-25 da 850 cavalli (634 kW). 1 esemplare costruito.
R5O-3
Alimentato da 2 motori Pratt & Whitney R-1830-34A da 1 200 cavalli (895 kW). 2 esemplari costruiti.
R5O-4
Alimentato da 2 motori Wright R-1820-40. 7 posti. 12 esemplari costruiti.
R5O-5
Alimentato da 2 motori Wright R-1820-40. Simile al R5O-4 ma con 14 posti. 14 esemplari costruiti.
R5O-6
35 USAAF C-60A trasferiti agli (United States Marine Corps), equipaggiati con 18 posti per paracadutisti.

## Utilizzatori

### Militari
Australia
- Royal Australian Air Force

 Brasile
- Força Aérea Brasileira

operò con 7 C-60A ed un C-66.
 Canada
- Royal Canadian Air Force

operò con 18 C-60A.
 Colombia
- Fuerza Aérea Colombiana

operò con un C-60 come trasporto VIP.
 Haiti
- Corps d'Aviation d'Garde d'Haiti

 Indie orientali olandesi
- Militaire Luchtvaart van het Koninklijk Nederlandsch-Indisch Leger (ML-KNIL)

operò con 20 Model 18-40 e 9 Model 18-50.
 Israele
- Heyl Ha'Avir

 Nuova Zelanda
- Royal New Zealand Air Force
  - No. 40 Squadron RNZAF
  - No. 41 Squadron RNZAF

 Norvegia
- Kongelige Norske Luftforsvaret

operò con 3 esemplari assegnati al governo norvegese in esilio.
 Regno Unito
- Royal Air Force

 Stati Uniti
- United States Army Air Corps
- United States Army Air Forces
- United States Navy
- United States Marine Corps
- United States Coast Guard

 Sudafrica
- Suid-Afrikaanse Lugmag

### Civili
Belgio
- Sabena

operò con 7 esemplari.
 Brasile
- Panair do Brasil

operò con sei Model 18-10 di nuova costruzione.
- SAVAG

operò con due Model 18-10 acquistati dalla Panair do Brasil.
 Canada
- Trans-Canada Air Lines

operò con 12 Model 18-10 di nuova costruzione.
- Yukon Southern Airways

operò con 2 Model 18-10 di nuova costruzione.
 Cile
- Linea Aerea Nacional 1943-1953
- Cinta Chilean Airlines 1953-1959

 Francia
- Air Afrique

operò con 5 Model 18-07 di nuova costruzione.
- Air France

operò con 3 Model 18-07 di nuova costruzione.
 Finlandia
- Kar-Air

 Nuova Zelanda
- Union Airways of New Zealand (1945-1947)
- National Airways Corporation (post 1947)

 Regno Unito
- BOAC

operò con 9 Model 18-07 di nuova costruzione.
 Portogallo
- Aero Portuguesa
- DETA Mozambique Airlines

 Stati Uniti
- Continental Airlines

operò con 5 Model 18-08 di nuova costruzione.
- Inland Airlines

operò con un Model 18-08 di nuova costruzione.
- Mid Continent Airlines

operò con 4 Model 18-07 di nuova costruzione.
- National Airlines

operò con 3 Model 18-50 di nuova costruzione.
- Pan American Airways

operò con 6 Model 18-10 di nuova costruzione.
- United Airlines

operò con 4 Model 18-10 di nuova costruzione.
 Sudafrica
- Comair (South Africa)

operò con due esemplari.
- South African Airways

operò con 21 Model 18-08 di nuova costruzione.
 Venezuela
- LAV

operò con un Model 18-10 di nuova costruzione.